# Fonamentalisme del mercat
EL fonamentalisme del mercat, també conegut com a fonamentalisme del lliure mercat, és un terme aplicat a una forta creença en la capacitat del laissez-faire no regulat o de les polítiques capitalistes de lliure mercat per resoldre la majoria de problemes econòmics i socials.

## Orígens i ús
Palagummi Sainath creu que Jeremy Seabrook, periodista i activista, va utilitzar primer el terme. El terme va ser utilitzat per Jonathan Benthall en una editorial de l'Anthropology Today el 1991 i per John Langmore i John Quiggin en el seu llibre Work for All de 1994. [4]
Segons l'economista John Quiggin, les característiques estàndard de la retòrica fonamentalista econòmica són afirmacions dogmàtiques combinades amb l'afirmació que qualsevol que tingui opinions contràries no és un economista real. No obstant això, Kozul-Wright afirma en el seu llibre The Resistible Rise of Market Fundamentalism (L’augment resistent del fonamentalisme del mercat) que la "ineluctabilitat de les forces del mercat" del polítics neoliberals i conservadors tendeixen a subratllar i la seva confiança en una política escollida que es basa en una "barreja de suposicions implícites i ocultes, mites sobre la història del desenvolupament econòmic dels seus propis països i interessos especials camuflats en la seva retòrica del bé comú". Els sociòlegs Fred L. Block i Margaret Somers utilitzen l'etiqueta "perquè el terme transmet la certesa quasi-religiosa expressada pels defensors contemporanis de l'autoregulació del mercat".
Joseph Stiglitz va utilitzar el terme en el seu assaig autobiogràfic per acceptar el Premi Nobel de Ciències Econòmiques per criticar algunes polítiques del Fons Monetari Internacional (FMI), argumentant: "Més generalment, l'FMI defensava un conjunt de polítiques que generalment similars a les del Consens de Washington, les doctrines neoliberals, o de fonamentalisme del mercat, basades en una comprensió incorrecta de la teoria econòmica i (el que jo veia) com una interpretació inadequada de les dades històriques".
| «                 | Les teories que jo (i altres) vam ajudar a desenvolupar van explicar per què els mercats lliures sovint no només no condueixen a la justícia social, sinó que ni tan sols produeixen resultats eficients. Curiosament, no hi ha hagut cap desafiament intel·lectual a la refutació de la mà invisible d'Adam Smith: els individus i les empreses, en la recerca del seu interès personal, no són necessàriament ni, en general, conduïts com per una mà invisible a l'eficiència econòmica. | » |
| — Joseph Stiglitz | |   |

Els crítics de les polítiques de laissez-faire han utilitzat el terme per designar allò que perceben com una creença equivocada o un engany deliberat que els mercats lliures capitalistes proporcionen la major equitat i prosperitat possibles, o la visió que qualsevol interferència amb el procés de mercat disminueix bé el social. Entre els usuaris del terme s'inclouen els seguidors de posicions intervencionistes, d'economia mixta i proteccionistes, així com multimilionaris com George Soros, economistes com els premis Nobel Joseph Stiglitz i Paul Krugman; i l'historiador de la Universitat Cornell Edward E. Baptist. Soros suggereix que el fonamentalisme del mercat inclou la creença que els millors interessos en una determinada societat s'aconsegueixen permetent als seus participants perseguir el seu propi interès financer sense cap restricció ni supervisió reguladora.
Els crítics afirmen que en la societat moderna amb conglomerats mundials, o fins i tot simplement amb grans empreses, l'individu no té protecció contra el frau ni el dany causat per productes que maximitzen els ingressos imposant externalitats al consumidor individual i a la societat. L'historiador Edward E. Baptist sosté que "la dominació sense restriccions de les forces del mercat de vegades pot amplificar les formes d'opressió existents en alguna cosa més horrible" com l'esclavitud i que "el fonamentalisme del mercat no sempre proporciona la millor solució per a cada problema econòmic o social".